# Jámbor utcai híd (Békés)
A Jámbor utcai híd  Békés városában található, a Jámbor utcát köti össze a Földvár utcával.

## Története
Már az előző században is létezett híd a mostani híd helyén, régi fényképeken látható, hogy egy teljesen faszerkezetű híd állt itt, amely nem igényelt a mederben alátámasztást. Akkoriban a Décseri kertek könnyebb megközelíthetősége miatt építették. A hidat Kormos-féle hídnak is nevezik, valószínűleg azért, mert a Jámbor és Kispince utca sarkán lakott a régi Kormos malom tulajdonosa.
A ma is álló modern, vasbeton szerkezetű híd 1960-ban épült; a régi híd cseréjét bizonyára a megnövekedett forgalom indokolta. Ekkor kezdett beépülni ez a terület és a régi kerteket felváltották a kertes házak. A hidat gyalogos forgalomra tervezték, de a teherbírása van akkora, hogy akár személyautók is közlekedhetnének rajta, autósforgalomra mégsem használják, mert a híd Földvár utcai végén csak egy keskeny járda van kiépítve, az Élővíz-csatorna védelmi töltésén (A Földvár utca végig a töltésen halad), amely nem elég széles ahhoz, hogy egy személyautó elférjen rajta.

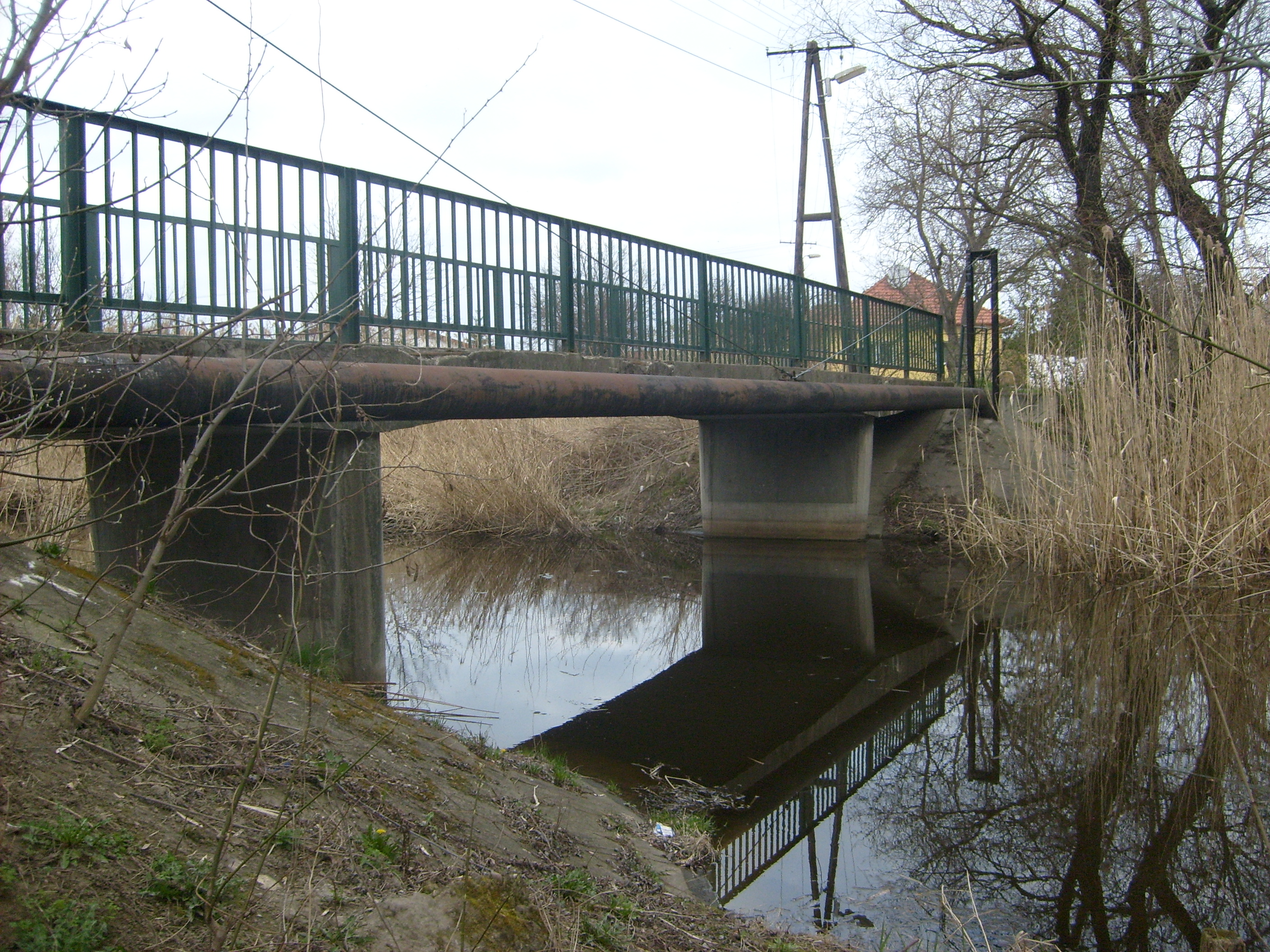
A Jámbor utcai híd oldalról